# Confederació Hidrogràfica

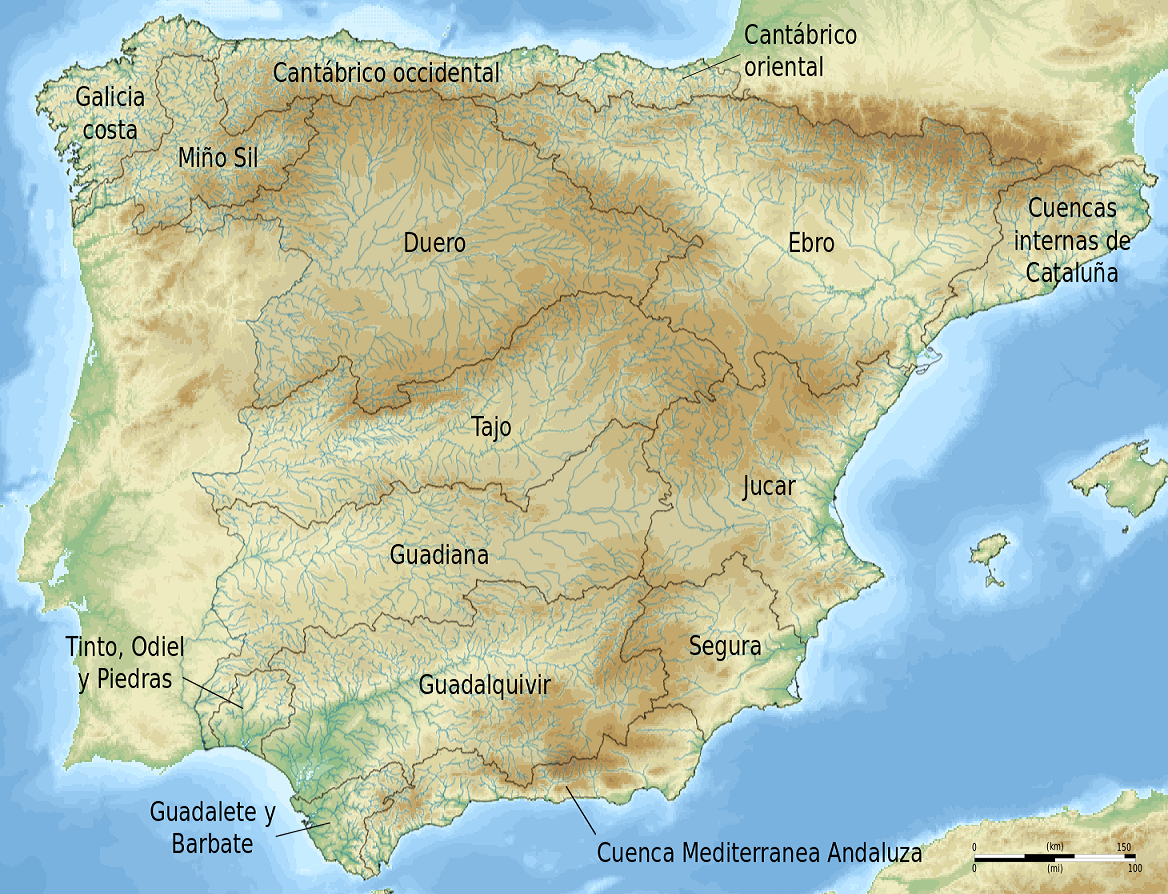
Conques hidrogràfiques de la península Ibèrica

Les Confederacions hidrogràfiques són entitats de dret públic adscrites al Ministeri d'Agricultura, Alimentació i Medi Ambient d'Espanya com a organisme autònom depenent de la Secretaria d'Estat de Medi Rural i Aigua, les funcions de la qual es van establir per primera vegada en el Reial decret Llei de la seva constitució en 1926, i que conforme a l'organigrama ministerial espanyol, la Llei d'Organització i Funcionament de l'Administració General de l'Estat (Llei 6/1997, de 14 d'abril) i la Llei d'Aigües de 1985 (amb les modificacions de 1999 i la refundició efectuada en el Reial decret Legislatiu 1/2001), tenen com a missió les tasques de planificació hidrològica, gestió dels recursos del domini públic hidràulic per raó de la conca on es trobin, la concessió de drets d'explotació dels recursos aqüífers, la construcció i planejament d'infraestructures hidràuliques i la gestió mediambiental de la seva zona, amb especial atenció a la preservació dels recursos i a la qualitat de l'aigua.

## Estructura
Segons l'estructura ministerial en 2008, les confederacions existents són:
- Confederació Hidrogràfica del Cantàbric
- Confederació Hidrogràfica del Duero
- Confederació Hidrogràfica de l'Ebre
- Confederació Hidrogràfica del Guadalquivir
- Confederació Hidrogràfica del Guadiana
- Confederació Hidrogràfica del Xúquer
- Confederació Hidrogràfica del Miño-Sil
- Confederació Hidrogràfica del Segura
- Confederació Hidrogràfica del Tajo